# Первомайский (Добрушский район)
Первома́йский (бел. Першамайскі) — посёлок в Носовичском сельсовете Добрушского района Гомельской области Республики Беларусь.

## География
В 13 км на юг от районного центра Добруш и железнодорожной станции в этом городе на линии Гомель — Унеча, в 19 км от Гомеля.

## Транспортная система
Транспортная связь по просёлочной дороге, затем по автодороге Тереховка — Гомель. В посёлке 17 жилых домов (2004 год). Планировка состоит из 2 коротких прямолинейных улиц. Застройка деревянными домами усадебного типа.

## Водная система
На севере мелиоративный канал.

## История
Основана в начале XX века переселенцами с соседних деревень. В 1926 году в Носовичском сельсовете Носовичского района Гомельского округа, с 20 февраля 1938 года Гомельской области.
В 1929 году жители вступили в колхоз.
Во время Великой Отечественной войны оккупанты в сентябре 1943 года полностью сожгли посёлок.
В 1959 году в составе племзавода «Носовичи» с центром в деревне Носовичи.

## Население

### Численность
- 2019 год — 2 жителя

### Динамика
- 1926 год — 24 двора, 145 жителей
- 1959 год — 132 жителя (согласно переписи)
- 2004 год — 17 дворов, 24 жителя
- 2019 год — 2 жителя